# Distrito de Kupwara
Kupwara (en hindi; कुपवाड़ा जिला) es un distrito de la India en el estado de Jammu y Cachemira. Código ISO: IN.JK.KU.
Comprende una superficie de 2 379 km².
El centro administrativo es la ciudad de Kupwara.

## Demografía
Según censo 2011 contaba con una población total de 875 564 habitantes, de los cuales 400 438 eran mujeres y 475 126 varones.